# 本牧緑ケ丘
本牧緑ケ丘（ほんもくみどりがおか）は、神奈川県横浜市中区の町名。「丁目」の設定のない単独町名である。住居表示未実施区域。

## 地理
中区の南部に位置し、東に本牧満坂、南に本牧荒井、南西に池袋、西に矢口台、北に西之谷町、北東に本郷町と接している。

### 地価
住宅地の地価は、2025年（令和7年）1月1日の公示地価によれば、本牧緑ケ丘69番29の地点で35万8000円/m²となっている。

## 歴史

### 沿革
- 1933年（昭和8年）4月1日 - 本牧町字長久保、満坂、荒井、間門、根岸町字矢口台の各一部をもって本牧緑ケ丘を新設[7]。
- 1989年（平成元年）2月26日 - 土地区画整理事業（横浜国際港都建設事業新本牧地区）に伴い、池袋の一部を本牧緑ケ丘に編入し、本牧荒井との境界を変更する[8]。

## 世帯数と人口
2025年（令和7年）6月30日現在（横浜市発表）の世帯数と人口は以下の通りである。
| 町丁       | 世帯数  | 人口    |
| ---------- | ------- | ------- |
| 本牧緑ケ丘 | 768世帯 | 1,572人 |

### 人口の変遷
国勢調査による人口の推移。
| 年                 | 人口  |
| ------------------ | ----- |
| 1995年（平成7年）  | 1,519 |
| 2000年（平成12年） | 1,310 |
| 2005年（平成17年） | 1,557 |
| 2010年（平成22年） | 1,566 |
| 2015年（平成27年） | 1,575 |
| 2020年（令和2年）  | 1,513 |

### 世帯数の変遷
国勢調査による世帯数の推移。
| 年                 | 世帯数 |
| ------------------ | ------ |
| 1995年（平成7年）  | 584    |
| 2000年（平成12年） | 534    |
| 2005年（平成17年） | 623    |
| 2010年（平成22年） | 635    |
| 2015年（平成27年） | 673    |
| 2020年（令和2年）  | 697    |

## 学区
市立小・中学校に通う場合、学区は以下の通りとなる（2024年11月時点）。
| 番・番地等 | 小学校             | 中学校             |
| ---------- | ------------------ | ------------------ |
| 全域       | 横浜市立大鳥小学校 | 横浜市立本牧中学校 |

## 事業所
2021年現在の経済センサス調査による事業所数と従業員数は以下の通りである。
| 町丁       | 事業所数 | 従業員数 |
| ---------- | -------- | -------- |
| 本牧緑ケ丘 | 16事業所 | 133人    |

### 事業者数の変遷
経済センサスによる事業所数の推移。
| 年                 | 事業者数 |
| ------------------ | -------- |
| 2016年（平成28年） | 12       |
| 2021年（令和3年）  | 16       |

### 従業員数の変遷
経済センサスによる従業員数の推移。
| 年                 | 従業員数 |
| ------------------ | -------- |
| 2016年（平成28年） | 50       |
| 2021年（令和3年）  | 133      |

## 施設
- 神奈川県立横浜緑ケ丘高等学校
- 平台貝塚

## その他

### 日本郵便
- 郵便番号：231-0832[3]（集配局：横浜港郵便局[18]）

### 警察
町内の警察の管轄区域は以下の通りである。
| 番・番地等 | 警察署     | 交番・駐在所 |
| ---------- | ---------- | ------------ |
| 全域       | 山手警察署 | 根岸交番     |